# 沃尔夫冈·勒韦
沃尔夫冈·勒韦（德語：Wolfgang Löwe，1953年6月14日—），生于苏尔，德国前男子排球运动员。他曾代表东德国家队参加1972年夏季奥林匹克运动会排球比赛，获得一枚银牌。